# Identitats logarítmiques
En matemàtiques, existeixen moltes identitats logarítmiques.

## Identitats algebraiques

### Amb operacions simples
Els logaritmes s'utilitzen normalment per simplificar les operacions. Per exemple, els logaritmes ens permeten resoldre un càlcul que inclou multiplicacions simplement amb sumes.
| {\displaystyle \log _{b}(xy)=\log _{b}(x)+\log _{b}(y)\!\,}                                                     | donat que | {\displaystyle b^{x}\cdot b^{y}=b^{x+y}\!\,}                                                                    |
| {\displaystyle \log _{b}\!\left({\begin{matrix}{\frac {x}{y}}\end{matrix}}\right)=\log _{b}(x)-\log _{b}(y)}    | donat que | {\displaystyle {\begin{matrix}{\frac {b^{x}}{b^{y}}}\end{matrix}}=b^{x-y}}                                      |
| {\displaystyle \log _{b}(x^{y})=y\log _{b}(x)\!\,}                                                              | donat que | {\displaystyle (b^{x})^{y}=b^{xy}\!\,}                                                                          |
| {\displaystyle \log _{b}\!\left(\!{\sqrt[{y}]{x}}\right)={\begin{matrix}{\frac {\log _{b}(x)}{y}}\end{matrix}}} | donat que | {\displaystyle {\sqrt[{y}]{x}}=x^{1/y}}                                                                         |
| {\displaystyle x^{\log _{b}(y)}=y^{\log _{b}(x)}\!\,}                                                           | donat que | {\displaystyle x^{\log _{b}(y)}=b^{\log _{b}(x)\log _{b}(y)}=b^{\log _{b}(y)\log _{b}(x)}=y^{\log _{b}(x)}\!\,} |

On {\displaystyle b}, {\displaystyle x} i {\displaystyle y} nombres reals positius i {\displaystyle b\neq 1}.

### Sumes/Restes
Les següents sumes/restes són especialment útils en teoria de probabilitats quan es tracta d'una suma/resta de probabilitats logarítmiques:
| {\displaystyle \log _{b}(a+c)=\log _{b}a+\log _{b}(1+b^{\log _{b}c-\log _{b}a})} |
| {\displaystyle \log _{b}(a-c)=\log _{b}a+\log _{b}(1-b^{\log _{b}c-\log _{b}a})} |

En particular:
| {\displaystyle \log _{b}(a+c)=\log _{b}a+\log _{b}\left(1+{\frac {c}{a}}\right)} |
| {\displaystyle \log _{b}(a-c)=\log _{b}a+\log _{b}\left(1-{\frac {c}{a}}\right)} |

### Identitats trivials
| {\displaystyle \log _{b}(1)=0\!\,} | donat que | {\displaystyle b^{0}=1\!\,} |
| {\displaystyle \log _{b}(b)=1\!\,} | donat que | {\displaystyle b^{1}=b\!\,} |

Fixem-nos que {\displaystyle \log _{b}(0)\!\,} no existeix perquè no hi ha cap nombre {\displaystyle x\!\,} tal que {\displaystyle b^{x}=0\!\,}. De fet, hi ha una asímptota vertical al gràfic de la funció {\displaystyle f(x)=\log _{b}(x)\!\,} quan {\displaystyle x=0\!\,}.

### Cancel·lant exponencials
Els logaritmes i exponencials (antilogaritmes) amb la mateixa base es cancel·len. Això és degut al fet que els logaritmes i els exponencials són operacions inverses (tal com passa amb la multiplicació i la divisió).
| {\displaystyle b^{\log _{b}(x)}=x}     | donat que | {\displaystyle \mathrm {antilog} _{b}(\log _{b}(x))=x\!\,} |
| {\displaystyle \log _{b}(b^{x})=x\!\,} | donat que | {\displaystyle \log _{b}(\mathrm {antilog} _{b}(x))=x\!\,} |

### Canvi de base
{\displaystyle \log _{a}b={\log _{c}b \over \log _{c}a}}
Aquesta relació és necessària per trobar els valor d'un logaritme amb una calculadora. Per exemple, la majoria de calculadores tenen els botons ln i log10, però no log₂. Per trobar log₂(3), hem de calcular log10(3) / log10(2) (o ln(3)/ln(2), que té el mateix resultat).

#### Demostració
Tenim {\displaystyle y=\log _{a}b\,}.
I per tant {\displaystyle a^{y}=b\,}.
Si agafem {\displaystyle \log _{c}\,} als dos membres: {\displaystyle \log _{c}a^{y}=\log _{c}b\,}
Simplificant i resolent: {\displaystyle y\log _{c}a=\log _{c}b\,}
{\displaystyle y={\frac {\log _{c}b}{\log _{c}a}}}
Donat que {\displaystyle y=\log _{a}b\,}, llavors {\displaystyle \log _{a}b={\frac {\log _{c}b}{\log _{c}a}}}

#### Conseqüències
Aquesta fórmula té unes quantes conseqüències:
{\displaystyle \log _{a}b={\frac {1}{\log _{b}a}}}
{\displaystyle \log _{a^{n}}b={{\log _{a}b} \over n}}
{\displaystyle a^{\log _{b}c}=c^{\log _{b}a}}
{\displaystyle -\log _{a}b=\log _{a}\left({1 \over b}\right)=\log _{1 \over a}b}
{\displaystyle \log _{a_{1}}b_{1}\,\cdots \,\log _{a_{n}}b_{n}=\log _{a_{\pi (1)}}b_{1}\,\cdots \,\log _{a_{\pi (n)}}b_{n},\,}
On {\displaystyle \scriptstyle \pi \,} és qualsevol permutació de les bases 1, ..., n. Per exemple
{\displaystyle \log _{a}w\cdot \log _{b}x\cdot \log _{c}y\cdot \log _{d}z=\log _{d}w\cdot \log _{a}x\cdot \log _{b}y\cdot \log _{c}z.\,}

## Identitats de càlcul

### Límit
{\displaystyle \lim _{x\to 0^{+}}\log _{a}x=-\infty \quad {\mbox{si }}a>1}
{\displaystyle \lim _{x\to 0^{+}}\log _{a}x=\infty \quad {\mbox{si }}a<1}
{\displaystyle \lim _{x\to \infty }\log _{a}x=\infty \quad {\mbox{si }}a>1}
{\displaystyle \lim _{x\to \infty }\log _{a}x=-\infty \quad {\mbox{si }}a<1}
{\displaystyle \lim _{x\to 0^{+}}x^{b}\log _{a}x=0}
{\displaystyle \lim _{x\to \infty }{1 \over x^{b}}\log _{a}x=0}
L'últim límit es resumeix dient que els logaritmes creixen més lentament que qualsevol potència o arrel de x.

### Derivadade funcions logarítmiques
{\displaystyle {d \over dx}\ln x={1 \over x}={1 \over x\ln e},\qquad x>0}
{\displaystyle {d \over dx}\log _{b}x={1 \over x\ln b},\qquad b>0,b\neq 1}

### Definició a partir d'integral
{\displaystyle \ln x=\int _{1}^{x}{\frac {1}{t}}dt}

### Integralsde funcions logarítmiques
{\displaystyle \int \log _{a}x\,dx=x(\log _{a}x-\log _{a}e)+C}
Per recordar integrals més grans, és necessari definir:
{\displaystyle x^{\left[n\right]}=x^{n}(\log(x)-H_{n})}
On {\displaystyle H_{n}} és l'n-èsim nombre harmònic. Per exemple:
{\displaystyle x^{\left[0\right]}=\log x}
{\displaystyle x^{\left[1\right]}=x\log(x)-x}
{\displaystyle x^{\left[2\right]}=x^{2}\log(x)-{\begin{matrix}{\frac {3}{2}}\end{matrix}}\,x^{2}}
{\displaystyle x^{\left[3\right]}=x^{3}\log(x)-{\begin{matrix}{\frac {11}{6}}\end{matrix}}\,x^{3}}
Llavors,
{\displaystyle {\frac {d}{dx}}\,x^{\left[n\right]}=n\,x^{\left[n-1\right]}}
{\displaystyle \int x^{\left[n\right]}\,dx={\frac {x^{\left[n+1\right]}}{n+1}}+C}